# Летние Азиатские игры 1978
VIII Летние Азиатские игры проводились в Бангкоке с 9 по 20 декабря 1978 года. Соревнования проходили по 21 виду спорта. 
Первоначально соревнования должен был принимать у себя Сингапур, но тот отказался по финансовым причинам это делать. Тогда было принято решение провести игры в Исламабаде, но столица Пакистана также в итоге отказалась из-за конфликтов с Бангладеш и Индией. В результате Азиатские игры в третий раз в истории принял Бангкок. Кроме того, по политическим причинам от участия в играх был отстранён Израиль.
Официальное открытие игр прошло 9 декабря 1978 года на стадионе Супхачаласай. Игры открыл король Таиланда — Пхумипон Адульядет.
В Азиаде приняли участие 3 842 спортсмена из 25 стран. 
В неофициальном медальном зачёте первое место заняли спортсмены из Японии, завоевав 178 медалей, из которых 70 золотых и 59 серебряных.

## Виды спорта
Впервые на Азиадах были проведены соревнования по стрельбе из лука и боулингу.
Также соревнования прошли еще по 19 видам спорта:
- Бадминтон
- Баскетбол
- Бокс
- Борьба
- Велогонки
- Водное поло
- Волейбол
- Гимнастика
- Лёгкая атлетика
- Настольный теннис
- Парусный спорт
- Плавание
- Прыжки в воду
- Тяжёлая атлетика
- Стрельба
- Теннис
- Фехтование
- Футбол
- Хоккей на траве

## Медальный зачёт
Из 25-и стран участвовавших в Играх медали завоевали спортсмены из 19-и государств. Ещё 6 стран остались без медалей (Бангладеш, Бахрейн, ОАЭ, Катар, Саудовская Аравия, Непал).
| Место | Страна           | Золото | Серебро | Бронза | Всего |
| ----- | ---------------- | ------ | ------- | ------ | ----- |
| 1     | Япония           | 70     | 59      | 49     | 178   |
| 2     | Китай            | 51     | 54      | 46     | 151   |
| 3     | Республика Корея | 18     | 20      | 31     | 69    |
| 4     | КНДР             | 15     | 13      | 15     | 43    |
| 5     | Таиланд          | 11     | 12      | 19     | 42    |
| 6     | Индия            | 11     | 11      | 6      | 28    |
| 7     | Индонезия        | 8      | 7       | 18     | 33    |
| 8     | Пакистан         | 4      | 4       | 9      | 17    |
| 9     | Филиппины        | 4      | 4       | 6      | 14    |
| 10    | Ирак             | 2      | 4       | 6      | 12    |
| 11    | Сингапур         | 2      | 1       | 4      | 7     |
| 12    | Малайзия         | 2      | 1       | 3      | 6     |
| 13    | Монголия         | 1      | 3       | 5      | 9     |
| 14    | Ливан            | 1      | 1       | 0      | 2     |
| 15    | Сирия            | 1      | 0       | 0      | 1     |
| 16    | Мьянма           | 0      | 3       | 3      | 6     |
| 17    | Гонконг          | 0      | 2       | 3      | 5     |
| 18    | Шри-Ланка        | 0      | 0       | 2      | 2     |
| 19    | Кувейт           | 0      | 0       | 1      | 1     |
| Всего | Всего            | 201    | 199     | 226    | 626   |